# Beckerina luteola
Beckerina luteola är en tvåvingeart som beskrevs av Malloch 1919. Beckerina luteola ingår i släktet Beckerina och familjen puckelflugor.
Artens utbredningsområde är Illinois. Inga underarter finns listade i Catalogue of Life.